# 洛桑托斯
洛斯桑托斯，是西班牙卡斯提亞-雷昂萨拉曼卡省的一个市镇。 总面积44平方公里，总人口742人（2001年），人口密度17人/平方公里。